# Válts irányt! IKE Fesztivál
A Válts irányt! IKE Fesztivál az erdélyi magyar keresztyén fiatalok egyetlen fesztivál jellegű nyári találkozója, amelyet 2011-ben szervezett először az IKE. A kétévente sorra kerülő fesztiválon helyet kapnak a lelki, szellemi és testi életet megerősítő programok: dicsőítések, áhítatok, előadások, beszélgetések, műhelyfoglalkozások, sporttevékenységek. Az alkalmon több, mint ezer fiatal gyűl össze, hogy közösségben felfedezze és átélje az Istennel való találkozás áldásait. 

## Története
Az évente megszervezésre kerülő IKE Találkozók 2014-ben 400 résztvevőre bővültek. Ekkor jött az Erdélyi IKE részéről az ötlet, hogy a már egyszer megszervezett Válts Irányt Fesztivál lehet a folytatás, ami egy más jellegű találkozó, de alapjaiban ugyanaz: keresztyén református rendezvény, amelynek a fiatalok a célközönség. Az IKE találkozók munkatársai az Erdélyi IKE által meghirdetett Munkatársképző Tanfolyam (MKT) résztvevői, ami a Válts Irányt Fesztivál esetében is folytatódott. A Fesztivál két évente kerül megszervezésre Erdély valamely pontján, a Csillagpont (Kárpát-medencei keresztyén református találkozó) váltóévében. Ez a dinamika segít abban, hogy mindkét fesztivál jelenlevői részt tudjanak venni egymás szervezésében.
| Év   | Dátum            | Helyszín    | Mottó                 | Fellépők |
| ---- | ---------------- | ----------- | --------------------- | --- |
| 2024 | Augusztus 4-8.   | Zeteváralja | Kimozdít              | Konyha, Oláh Gergő, Aurevoir, Sidereus                                                                          |
| 2022 | Július 5-9.      | Zeteváralja | Örömmel               | 4S Sreet, Margaret Island, Szintaxis, Élő Kövek, Válts irányt! Band                                             |
| 2020 | Augusztus 11-13. | Online      | Örökkön-örökké        | Margaret Island, Válts irányt! Band, Dobner Illés, Szintaxis                                                    |
| 2018 | Augusztus 14-18. | Nagyenyed   | Látható-láthatatlan   | Parno Graszt, Szabó Balázs Bandája, Csiszér László, Fundamentum, Sófár, Ében, Gordonka                          |
| 2016 | Augusztus 9-13.  | Szováta     | A világ ami körülvesz | Kowalsky meg a Vega, Csiszér László, Bagossy Brothers Company, Sófár, Worship Team, After5, Kiskorál, Picisófár |
| 2012 | Augusztus 2-5.   | Szováta     | Újratervezés          | Pintér Béla, Worship Team, Hot Jazz Band, After5, Reméntség, Sola Fide, Sófár, Adonáj                           |
| 2011 | Július 1-3.      | Szováta     | Várj rám              | Pintér Béla, Worship Team                                                                                       |